# Mischocyttarus mattogrossoensis
Mischocyttarus mattogrossoensis är en getingart som beskrevs av Zikan 1935. Mischocyttarus mattogrossoensis ingår i släktet Mischocyttarus och familjen getingar. Inga underarter finns listade i Catalogue of Life.